# Allgemeine Dienstanweisung für das Post- und Fernmeldewesen
Die Allgemeine Dienstanweisung für das Post- und Fernmeldewesen (ADA) war ein Regelwerk für deutsche Postbeamte, der denjenigen Teil ihrer Tätigkeit regelte, der nicht durch Postordnung oder Postgesetz im Detail geregelt war.
Vorläufer der ADA war die vom preußischen General-Postamt erlassene „Instruction für die Oberpostdirektionen“ von 1850. Diese wurde 1854 durch die „Post Dienst Instruktion“ ersetzt, die den Provinzial-Postdienst in allen Zweigen, die Verwaltungsvorschriften für die Oberpostdirektionen und die gesetzlichen Bestimmungen über das Postwesen behandelten. Wie die Postordnungen wurden diese Instruktionen ständig weiterentwickelt. Seit 1875 lautete die Bezeichnung in der Reichspost dann „Allgemeine Dienst Anweisung“ und nach der Vereinigung von Post und Telegraphie 1876 kam der Zusatz „für Post und Telegraphie“ hinzu. 
ADAs existierten, in immer wieder modifizierter Form, über beide Weltkriege und die Nachkriegszeit hinweg, bis sie 1991 im Zuge der Postreform mit der Postordnung zu den Allgemeinen Geschäftsbedingungen der Bundespost zusammengefasst wurden.